# Saint Francis River
Saint Francis River är ett vattendrag i Grenada.   Det ligger i parishen Saint Andrew, i den sydöstra delen av landet, 13 km öster om huvudstaden Saint George's. Saint Francis River ligger på ön Grenada.